# Otomanismo

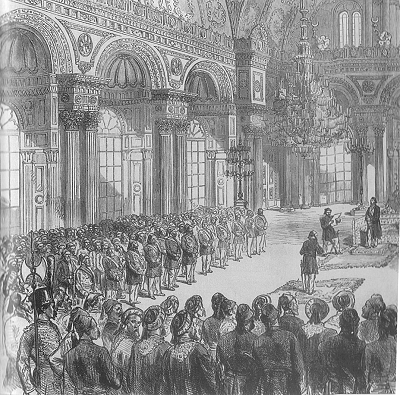
Proclamación de la Constitución Otomana de 1876.

El otomanismo (Osmanlılık u Osmanlıcılık) fue un concepto desarrollado previamente a la Primera era constitucional del Imperio otomano. Sus proponentes creían que podría resolver los crecientes problemas y tensiones sociales a los que se enfrentaba el imperio. El otomanismo era tenido en muy alta estima por pensadores como Montesquieu o Rousseau, y la Revolución francesa en general. Promovía la igualdad individual frente al tradicional sistema de los millets. La idea se originó entre los Jóvenes otomanos, un grupo de intelectuales nacionalistas fuertemente influenciados por occidente y las corrientes políticas y de pensamiento resultantes de las revoluciones liberales. Dicho de forma escueta, el otomanismo defendía que todos los sujetos eran iguales ante la ley. La esencia del sistema de los millets no era desmantelada, pero se aplicaban organizaciones y políticas seculares. La educación primaria, el impuesto per cápita y el servicio militar debían ser aplicados sin distinción tanto a no musulmanes como a musulmanes.
El Hatt-ı Hümayun (edicto imperial) de 1856 que prometía igualdad individual plena, y la Ley de Nacionalidad de 1869, que creaba una ciudadanía otomana sin distinción de afiliación étnica o religiosa, fueron precursores del otmanismo.
Pese a ello el otomanismo fue rechazado por muchos entre los millets no musulmanes, y también por muchos musulmanes. Para los primeros, era percibido como un paso hacia el desmantelamiento de sus privilegios tradicionales, mientras que para los segundos era visto como la eliminación de su estatus dominante.
El otomanismo revivió con fuerza durante la Revolución turca de 1908, y durante la Segunda era constitucional otomana. Pero acabó perdiendo la mayoría de sus adherentes durante la Primera Guerra de los Balcanes de 1912-1913. 